# Sergei Dmitrijewitsch Sewrjukow
Sergei Dmitrijewitsch Sewrjukow (* um 1965; russisch Сергей Дмитриевич Севрюков, englische Transkription Sergey Sevryukov) ist ein russischer Badmintonspieler. 

## Karriere
Sergei Sewrjukow wurde 1986 erstmals nationaler Meister in Sowjetunion. Zwei weitere Titelgewinne folgten bis 1988. Bei den Austrian International 1986 wurde er ebenso Zweiter wie bei den Hungarian International 1989. Bei den USSR International siegte er 1985, 1987, 1988, 1989 und 1990.